# Bernard (évêque de St David's)
Pour les articles homonymes, voir Bernard et Bernard (prénom).
Bernard est un prélat chrétien mort en 1148. Il est évêque de St David's, au pays de Galles, de 1115 à sa mort.

## Biographie
Originaire de France, Bernard officie comme chapelain et chancelier auprès de Mathilde d'Écosse, épouse du roi d'Angleterre Henri Ier dont il est l'ami et le favori. C'est à Henri qu'il doit son élection comme évêque de St David's le 18 septembre 1115. Il est sacré le lendemain à Westminster par l'archevêque de Cantorbéry Raoul d'Escures.
Bernard reste proche d'Henri Ier après son élévation. Il fréquente régulièrement sa cour, aussi bien en Angleterre qu'en Normandie, et le roi fait appel à lui pour diverses missions ecclésiastiques. Pendant l'Anarchie anglaise, Bernard se range d'abord dans le camp d'Étienne de Blois avant de rallier Mathilde l'Emperesse au début des années 1140. Il officie lors de son entrée triomphale à la cathédrale de Winchester en 1141.
En 1123, Bernard accompagne le nouvel archevêque de Cantorbéry Guillaume de Corbeil à Rome et prend son parti dans la querelle qui l'oppose à l'archevêque d'York Thurstan à propos de la primauté de l'Église en Angleterre. Il tente par la suite de faire reconnaître son propre siège de St David's comme un archevêché dont la juridiction couvrirait tout le pays de Galles, mais n'obtient pas gain de cause et cette revendication n'est pas reprise par ses successeurs. Il a davantage de succès face aux ambitions territoriales de son voisin l'évêque de Llandaff Urbain.
À St David's, Bernard réforme le clergé local et s'efforce d'établir des relations harmonieuses entre les Gallois du cru et les Anglo-Normands arrivés avec lui. Il réorganise son diocèse et le divise en trois archidiaconés basés à Cardigan, Carmarthen et St David's. Il fonde un prieuré d'augustins à Carmarthen (en) et fait don aux cisterciens d'un terrain pour construire une abbaye à Trefgarn ; la communauté monastique déménage quelques années plus tard à Whitland.
Bernard meurt en 1148. Il a pour successeur à St David's l'archidiacre de Cardigan David FitzGerald.